# 花斑光肋螺
花斑光肋螺（学名：Viriola triliratus）为左錐螺科雙肋螺屬下的一个种。